# 大谷靖夫
大谷 靖夫（おおたに やすお、1978年5月23日 - ） は、日本の作曲家、編曲家。山形県山形市出身。

## 概要
- 高校卒業後、東京スクールオブミュージック専門学校に入学（同校のひとつ後輩に中田ヤスタカがいる）。
- 同校在校中の自主制作CDが作家デビューのきっかけとなる。
- 楽曲のクレジットには「y@suo ohtani」と表記される場合が多い。
- シンセサイザーを多用したデジタルサウンドが特徴。
- デビュー作はdreamに提供した「reality」（編曲は元Every Little Thingの五十嵐充）。

## 提供楽曲、参加作品
- dream
  - reality（作曲）
  - reality (EUROBEAT Mix)（作曲）
  - My will（作曲）
  - My will (sweet dream Mix)（作曲）
  - 願い（作曲）
  - Hand in Hand（作曲）
  - ARC DAYS（作曲）
  - Holy Love -biginning-（作曲・編曲）
  - Lost Soul -crack-（共作曲・共編曲）
- Every Little Thing
  - Graceful World（作曲・共編曲）
  - Graceful World -PROMISED MIX-（作曲）
  - UNSPEAKABLE（編曲）
  - ルーム（編曲）
  - ゆらゆら（編曲）
- hiro（島袋寛子）
  - love you（作曲）
- D-st.
  - Dive into dive（作曲）
- ウルトラキャッツ（ジニー・リー、内村光良、大竹一樹、ウド鈴木）
  - 天使ノタメイキ（作曲）
- wi☆th（若槻千夏、伊織、高杉さとみ、星野加奈）
  - yourhythmix（作曲）
- Ruppina
  - TALES（作曲）
  - You Are（作曲）
  - Alone（編曲）
  - brand new days（編曲）
  - you（編曲）
- avex official orgel collection（エイベックス・オフィシャル・オルゴール・コレクション）
  - avex official orgel collection ～浜崎あゆみ～（全曲編曲）
  - avex official orgel collection ～Every Little Thing～（全曲編曲）
  - avex official orgel collection ～Do As Infinity～（全曲編曲）
  - avex official orgel collection ～hitomi～（全曲編曲）
  - avex official orgel collection ～globe～（全曲編曲）
- 玉置成実
  - Realize（作曲・共編曲）
  - Realize -KZ Strictly Uptempo Mix-（作曲）
  - Realize -fly in to the Universe Mix-（作曲）
  - Realize -GUNDAM SEED OPENING Ver.-（作曲・共編曲）
  - Prayer（作曲）
  - Reason（作曲）
  - Reason 〜flash-forward mix〜（作曲）
  - Reason -NYLON Stay Cool Mix-（作曲）
  - Stay Gold（作曲）
  - Station（作曲）
  - Prayer -Brilhando Mix- × applebonker（作曲）
  - Realize (2023 rearrange ver.) （作曲）
  - Reason (2023 rearrange ver.) （作曲）
- 嘉陽愛子（かよう愛子）
  - solitude（作曲）
- myco
  - また恋しよう（作曲）
  - HIBARI（作曲）
- ZAN
  - まほろば〜子供達のために〜（作曲）
- 倖田來未
  - flower（作曲・編曲）
  - Hearty...（作曲・編曲）
- 鈴木亜美
  - AROUND THE WORLD（作曲）
  - Fantastic（作曲）
- クミコ
  - ほほえみの唄（編曲）
- 安良城紅
  - GOAL（作曲）
- mihimaru GT
  - voice（作曲）
- SHOWTA.（蒼井翔太）
  - 雪の音（作曲）
- 鈴木ゆみ
  - 大切なひと（作曲・編曲）
- sifow
  - H3（作曲）
- 喜多修平
  - Determination（作曲）
- LISP
  - 恋する乙女のカタルシス（作曲）
- 板野友美
  - 月の祈り（作曲）
- MARs（阿澄佳奈、原紗友里、片岡あづさ）
  - めらめらハートが熱くなる（作曲）
  - プリティーリズムでGo!（編曲）
- Dream5
  - Like & Peace!（作曲）
- SDN48
  - おねだりシャンパン（編曲）
- AKB48
  - 青春と気づかないまま（作曲）
- NYC
  - Jungle Life（編曲）
- 乃木坂46
  - ハウス!（作曲・編曲）
- 栗林みな実
  - True 4 Eyes（作曲）
- 羽多野渉
  - あの日の君へ…（作曲）
- 中山優馬
  - BLOSSOM TREE（編曲）
- U-Kiss
  - もう一度（作曲）
  - HEART STRINGS ～言えないコトバ～（作曲）
- 石井聖子
  - Irony（作曲・編曲・共同サウンドプロデュース）
  - 7cm（作曲・編曲・共同サウンドプロデュース）
  - ORDINARY〜冬の午後〜（編曲・共同サウンドプロデュース）
- 大友まさみ
  - Smiling Happy Day（プロデュース・作曲・編曲）
- 宮脇詩音
  - 夢の続き（作曲）
- EnGene.
  - 恋色（プロデュース）
  - You're my sunshine（プロデュース・作曲・編曲）
  - White（プロデュース・作曲・編曲）
  - Red（プロデュース・作曲・編曲）
  - I'm in love（プロデュース・作曲・編曲）
  - Amazing（プロデュース・作曲・編曲）
  - Meteorite（プロデュース・作曲・編曲）
  - 恋色 -Album ver.-（プロデュース）
  - Regular Sequence（プロデュース・作曲・編曲）
  - I'm in love -Album Mix-（プロデュース・作曲・編曲）
  - リグレット（プロデュース）
  - Be Your One（プロデュース）
  - Red -Album Mix-（プロデュース・作曲・編曲）
  - hourglass（プロデュース・作曲・編曲）
  - Shalala（プロデュース・作曲・編曲）
  - 百合色（プロデュース）
  - Reason（共同プロデュース・作曲・編曲）※玉置成実「Reason」のカバー
  - 君は1000％（共同プロデュース・編曲）※1986オメガトライブ「君は1000%」のカバー
  - Electric Youth～電撃的青春～（共同プロデュース・編曲）※デビー・ギブソン「Electric Youth」のカバー
  - 五次元チャペル（Coプロデュース・共作曲・編曲）
  - ステキな恋の忘れ方（Coプロデュース・編曲）※薬師丸ひろ子「ステキな恋の忘れ方」のカバー
  - ステキな恋の忘れ方 (Actress Disappears Dubstep Mix)（Coプロデュース・リミックス）
  - ETERNAL（Coプロデュース・編曲）※HIM「ETERNAL」のカバー
  - ETERNAL feat. HIM（Coプロデュース・編曲）※HIM「ETERNAL」のカバー／本家・HIMとのコラボ企画シングル
  - 雨のプラネタリウム（Coプロデュース・編曲）※原田知世「雨のプラネタリウム」のカバー
  - Plan B（Coプロデュース・編曲）
  - 五次元チャペル (Alternate Dimension Mashup Ballet Mix)（共同プロデュース・共作曲・リミックス）
- Samurai Apartment LOVE’S Yuriko Tiger
  - HARUKA（作曲・編曲）
- MPF☆B
  - 恋華（作曲・編曲・サウンドプロデュース）
  - benefit（作曲・編曲・共同サウンドプロデュース）
  - SMILE（トラックダウン）
  - Diamond Rain（作曲・編曲・サウンドプロデュース・トラックダウン）※「恋華」リメイク作品
  - Fantastic（編曲・トラックダウン）
- さくらんぼんBomプレミアム
  - プレミアムでパフェタイム（トラックダウン）
- 杉山清貴 & オメガトライブ 35周年記念 オフィシャル・プロジェクト
  - リミックス・コンピレーション・アルバム「OMEGA TRIBE GROOVE」DISC-1・Re-Grooved Tracks
    - M-4 Route 134 [Another Route Hyper Groove]（リミックス）
    - M-6 RIVERSIDE HOTEL [Do Not Disturb Groove]（リミックス）
- MC GATAどBANKING
  - KA・SHE・ROW～麺王国やまがた（編曲）
- 金澤豊
  - Flexible（Coプロデュース・作曲・編曲）
  - I'll be there（Coプロデュース・編曲）
  - Inspired（Coプロデュース・共作曲・編曲）
  - 夏の終りのハーモニー(duet with shungo.) ※井上陽水・安全地帯の「夏の終りのハーモニー」のカバー
    - 夏の終りのハーモニー（duet with shungo.）（Coプロデュース・編曲）
    - 夏の終りのハーモニー（Yutaka Only）（Coプロデュース・編曲）
    - 夏の終りのハーモニー（shungo. Only）（Coプロデュース・編曲）

  - HBD (This is your day!)（Coプロデュース・編曲）
  - 暁のディスタンス（Coプロデュース・編曲）
  - 24時間の神話（Coプロデュース・共編曲）※VOICE「24時間の神話」のカバー
  - 1001nights（Coプロデュース・編曲）
  - Safarhythm～サファリズム～（Coプロデュース・編曲）
  - 廻るパリワール（Coプロデュース・編曲）
  - Adios（Coプロデュース・編曲）
  - My Tears（Coプロデュース・編曲）※浜田麻里「My Tears」のカバー
  - Just As I Am～潮風のラブ・コール～（Coプロデュース・編曲）※小比類巻かほる「潮風のラブ・コール」、エア・サプライ「Just As I Am 潮風のラブコール」、Rob Hegel「Just As I Am」のカバー
  - あなたに逢いたくて～Missing You～（Coプロデュース・編曲）※松田聖子「あなたに逢いたくて〜Missing You〜」のカバー
  - 情熱サステナブル（編曲）
  - P.S.抱きしめたい（編曲）※稲垣潤一「P.S.抱きしめたい」のカバー
  - SnowMotion（編曲・トラックダウン）
  - ダイヤモンドダスト（作曲・編曲・トラックダウン）※Gu Suk名義
  - 水のルージュ（Coプロデュース・編曲・トラックダウン）※小泉今日子「水のルージュ」のカバー
  - トビウオ EP
    - トビウオ（共作曲・編曲・トラックダウン）
    - トビウオ - Sped Up ver.（共作曲・編曲・トラックダウン）
    - トビウオ - Instrumental（共作曲・編曲・トラックダウン）
    - トビウオ - A Cappella（共作曲・編曲・トラックダウン）

  - 冬のファンタジー duet with 小湊美和 ※カズン「冬のファンタジー」のカバー
    - 冬のファンタジー duet with 小湊美和（編曲・トラックダウン）
    - 冬のファンタジー（小湊美和と歌ってみようVer.）（編曲・トラックダウン）
    - 冬のファンタジー（金澤豊と歌ってみようVer.）（編曲・トラックダウン）
- 門倉有希
  - ラナンキュラス（共作曲・共編曲）
- team445
  - 445
    - 445 Formation（編曲・トラックダウン）※Gu Suk名義
    - Cutie Girls（編曲・トラックダウン）※Gu Suk名義

  - ディスコ・クレオパトラ feat. 稲葉貴子・小湊美和・信田美帆 a.k.a. CISCO3
    - ディスコ・クレオパトラ feat. 稲葉貴子・小湊美和・信田美帆 a.k.a. CISCO3（編曲・トラックダウン）
    - ディスコ・クレオパトラ feat. 稲葉貴子・小湊美和・信田美帆 a.k.a. CISCO3 - Sped Up ver.（編曲・トラックダウン）
    - ディスコ・クレオパトラ feat. 稲葉貴子・小湊美和・信田美帆 a.k.a. CISCO3 - Instrumental（編曲・トラックダウン）

  - Disco Cleopatra feat. CISCO3 - DISCOvery Remix（リミックス・トラックダウン）
- 太陽とシスコムーン
  - Hyper Medley （「宇宙でLa Ta Ta」「Everyday Everywhere」「ガタメキラ」「HEY! 真昼の蜃気楼」「Magic of Love」「月と太陽」「ENDLESS LOVE ～I Love You More～」7曲マッシュアップ・メドレー） ※ライブ音源（マニピュレート、リアレンジ、トラックダウン、エンジニアリング）
- 林哲司 作曲活動50周年記念 オフィシャル・プロジェクト
  - 「Discotique: Roots of Hayashi Tetsuji／ディスコティーク：ルーツ・オブ・林哲司」ボーナストラック
    - Ecstasy (Samurai mix)（リミックス）

  - 「林哲司プレゼンツ・Ecstasy e.p.」
    - Ecstasy (Samurai mix) / SHOODY（リミックス）
    - Ecstasy (Samurai mix) [Japanese version] / iCHiHO（リミックス）
    - Ecstasy (Samurai mix) / iCHiHO（リミックス）
    - Ecstasy (Samurai mix) [Single version] / SHOODY（リミックス）

  - 「ビクター・トレジャー・アーカイブス 林哲司 ビクター・イヤーズ」
    - DISC2 <ボーナス・トラック> M-17 Ecstasy (Remix) [Japanese version] / ICHIHO（リミックス）
- 売野雅勇 作家活動40周年記念 オフィシャル・プロジェクト
  - 短編小説付きコンピレーション・アルバム「MIND CIRCUS 午前0時のLOVE STORIES」ボーナストラック
    - Strangers Dream 2023 / MAX LUX（編曲 ※shungo.との制作プロジェクト、dot & at名義）※ジャッキー・リン & パラビオン「Strangers Dream」のリメイク・カバー
- 松原みき デビュー45周年記念 オフィシャル・プロジェクト
  - 真夜中のドア〜Stay With Me 2024（林哲司との共同リミックス）
  - スカイレストラン（林哲司との共編曲）

## その他
- 山形警察署
  - 山形警察署犯罪抑止イメージソング「君に逢いたい」（作詞・作曲）
- 山形大学
  - 山形大学大学歌（作曲）[1]
- 大崎市（宮城県大崎市観光交流課）※無償事業
  - 宮城県大崎市公認PR動画「大崎市公認 DA PUMP / U.S.A. 替え歌 C'mon, baby オオサキ【湯ですぜ！】(エンドロール付き)」（歌：EnGene.／プロデュース：y@suo ohtani & shungo.／替え歌詞：shungo.／作曲：ACCATINO CLAUDIO, CIRELLI DONATELLA, GIOCO ANNA MARIA／編曲：y@suo ohtani）※宮城県大崎市「第11回 宝の都(くに)・活性化貢献賞」受賞／TBSテレビ「ジモト動画アワード2019」最優秀ジモト動画
- はんのう商店街
  - 飯能市商店街連盟 新ブランド「Let'sはんのう商店街」オリジナルミュージック「Let's」（歌：金野美穂／作詞：須田啓介／作曲・編曲：大谷靖夫）[2]

## テレビ出演
- 日本テレビ放送網『歌スタ!!』（2005年4月4日 - 2010年3月29日 毎週月曜24時29分 - 24時59分）ウタイビトハンターとして不定期出演